# فن خاص بالموقع
الفن الخاص بالموقع هو عمل فني تم إنشاؤه ليكون موجودًا في مكان معين. عادة، يأخذ الفنان الموقع بعين الاعتبار أثناء التخطيط وإنشاء العمل الفني. يتم إنتاج الفن الخاص بالموقع من قبل فنانين تجاريين وبشكل مستقل، ويمكن أن يشمل بعض أمثلة العمل مثل النحت، الكتابة على الجدران الاستنسل، موازنة الصخور، وأشكال فنية أخرى. يمكن أن تكون التركيبات في المناطق الحضرية أو المناطق الطبيعية النائية أو تحت الماء.

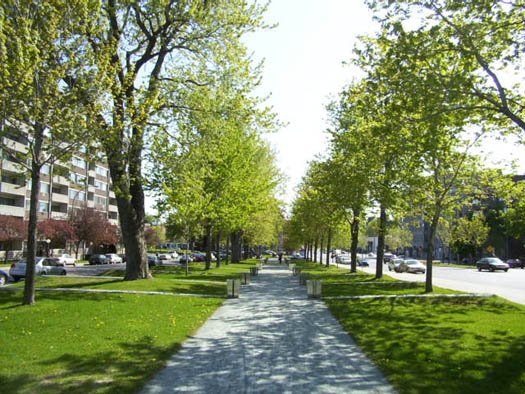
(Nef pour quatorze reines) بواسطة روز ماري جوليت، نصب تذكاري لمذبحة مدرسة البوليتكنيك، يضم عناصر نحتية مدمجة في موقع ذو مناظر طبيعية خاصة، مونتريال، كندا.

## تاريخ
تم الترويج لمصطلح "الفن الخاص بالموقع" وتحسينه من قبل الفنان الكاليفورني روبرت إيروين ولكن تم استخدامه لأول مرة في منتصف السبعينيات من قبل النحاتين الشباب، مثل باتريشيا جوهانسون، ودينيس أوبنهايم، وأثينا تاتشا، الذي بدأ في تنفيذ اللجان العامة للمواقع الحضرية الكبيرة. في فيلم "قفزتان عام 1970 ل(Dead Dog Creek)، حاول أوبنهايم القيام بسلسلة من القفزات واقفًا في موقع محدد في أيداهو، حيث "أصبح عرض الخور هدفًا محددًا وجهت إليه نشاطًا جسديًا،" بقفزتيه الناجحتين. كونها "تمليها شكل الأرض". تم وصف الفن البيئي الخاص بالموقع لأول مرة على أنه حركة من قبل الناقدة المعمارية كاثرين هويت والناقدة الفنية لوسي ليبارد. انبثق من التبسيط، عارض الفن الخاص بالموقع البرنامج الحداثي المتمثل في طرح جميع الإشارات من العمل الفني التي تتعارض مع حقيقة أنه "فن".
كانت القطع الفنية الحداثية قابلة للنقل، وبدوية، ولا يمكن أن توجد إلا في مساحة المتحف وكانت أشياء للسوق والتسليع. منذ عام 1960، كان الفنانون يحاولون إيجاد طريقة للخروج من هذا الوضع، وبالتالي لفتوا الانتباه إلى الموقع والسياق المحيط بهذا الموقع. تم إنشاء العمل الفني في الموقع ولا يمكن أن يوجد إلا في مثل هذه الظروف - ولا يمكن نقله أو تغييره. الموقع هو الموقع الحالي الذي يضم مزيجًا فريدًا من العناصر المادية: العمق والطول والوزن والارتفاع والشكل والجدران ودرجة الحرارة. بدأت الأعمال الفنية في الظهور من جدران المتحف وصالات العرض (دانيال بورين، داخل الإطار وخارجه، معرض جون ويبر، نيويورك، 1973)، وتم إنشاؤها خصيصًا للمتحف وصالات العرض (مايكل آشر، تركيب بدون عنوان في كلير معرض كوبلي، لوس أنجلوس، 1974، هانز هاك، مكعب التكثيف، 1963-1965، ميرل لاديرمان أوكليس، غسيل هارتفورد: مسارات الغسيل، الصيانة في الخارج، وادزورث أثينيوم، هارتفورد، 1973)، وبالتالي انتقاد المتحف كمؤسسة تضع القواعد للفنانين والمشاهدين.
قام جان ماكس ألبرت بإنشاء منحوتات باشلار في بارك دو لا فيلت المتعلقة بالموقع، أو (Carlotta's Smile)، وهو بناء تعريشة متعلقة بهندسة عمارة اركوس في لشبونة، وتصميم الرقصات بالتعاون مع ميكالا ماركوس وكارلوس زينجارو.
عندما أدى الجدل العام حول "القوس المائل" (1981) إلى إزالته في عام 1989، كان رد فعل مؤلفه ريتشارد سيرا بما يمكن اعتباره تعريفًا للفن الخاص بالموقع: "إن نقل العمل يعني تدمير العمل".

## أمثلة
غالبًا ما تشتمل الأعمال الفنية الخارجية الخاصة بالموقع على مناظر طبيعية مقترنة بعناصر نحتية موضوعة بشكل دائم؛ يتم ربطه أحيانًا بالفن البيئي. يمكن أن تتضمن الأعمال الفنية الخارجية الخاصة بالموقع أيضًا عروض رقص تم إنشاؤها خصيصًا للموقع. على نطاق أوسع، يُستخدم هذا المصطلح أحيانًا للإشارة إلى أي عمل يرتبط بشكل أو بآخر بشكل دائم بموقع معين. وبهذا المعنى، يمكن أيضًا اعتبار المبنى ذو الهندسة المعمارية المثيرة للاهتمام قطعة فنية خاصة بالموقع.

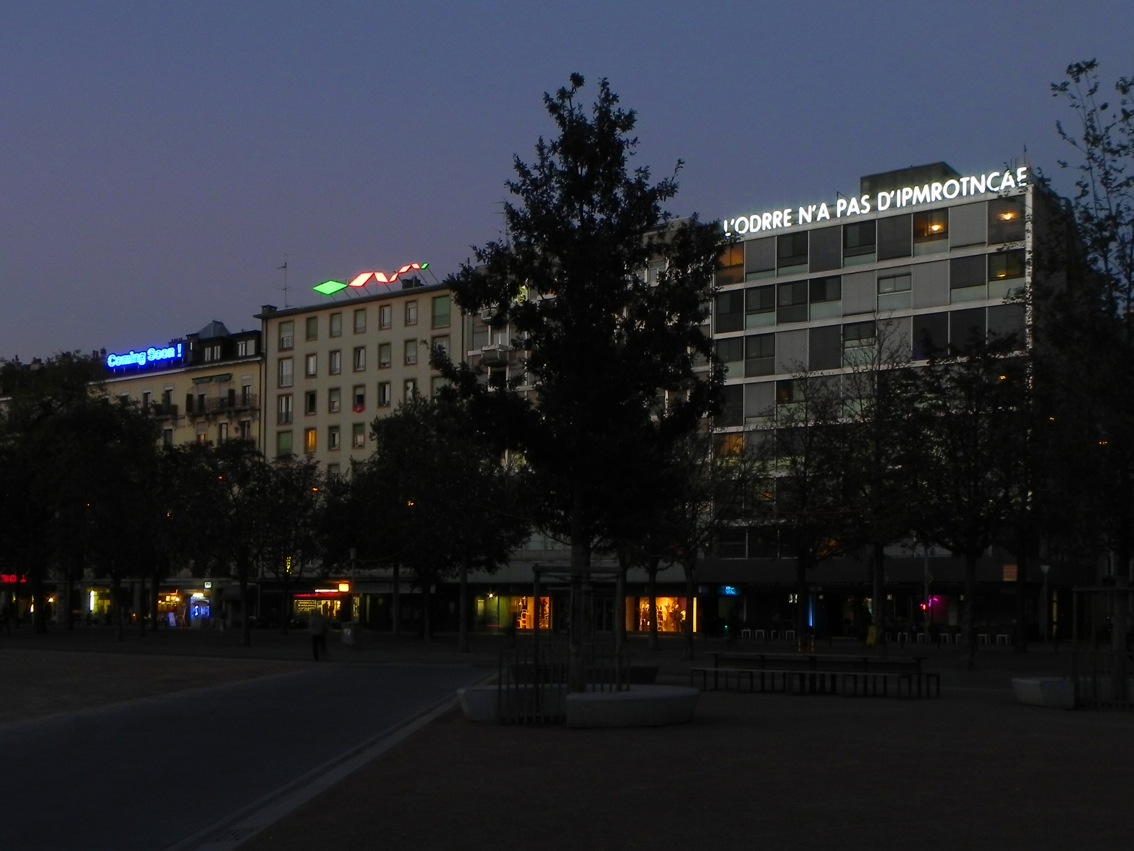
(The Neon Parallax): أعمال فنية مضيئة مصممة خصيصًا للأماكن العامة.

في جنيف، سويسرا، تبحث صناديق الفن المعاصر عن طرق مبتكرة لدمج الفن في الهندسة المعمارية والأماكن العامة منذ عام 1980. تم تصميم مشروع (Neon Parallax)، الذي بدأ في عام 2004، خصيصًا لبلين دي بلينباليه، وهي ساحة عامة تبلغ مساحتها 95.000 متر مربع، في قلب المدينة. يتكون المفهوم من تكليف أعمال فنية مضيئة لأسطح المباني المتاخمة للساحة، بنفس الطريقة، يتم تثبيت الإعلانات على واجهة البحيرة الساحرة بالمدينة. كان على الفنانين الأربعة عشر المدعوين احترام نفس الأحجام القانونية للإعلانات المضيئة في جنيف. وبالتالي فإن المشروع يخلق اختلافًا بين المواقع والرسائل، ولكن أيضًا من خلال الطريقة التي يفسر بها المرء لافتات النيون في المجال العام.
يتم تكليف فن الأداء الخاص بالموقع والفنون البصرية والتدخلات الخاصة بالموقع لمهرجان (Infecting the City) السنوي في كيب تاون، جنوب أفريقيا. تسمح طبيعة العمل الخاصة بالموقع للفنانين باستجواب الواقع المعاصر والتاريخي لمنطقة الأعمال المركزية وإنشاء عمل يسمح لمستخدمي المدينة بالمشاركة والتفاعل مع الأماكن العامة بطرق جديدة لا تُنسى.

## صالة عرض

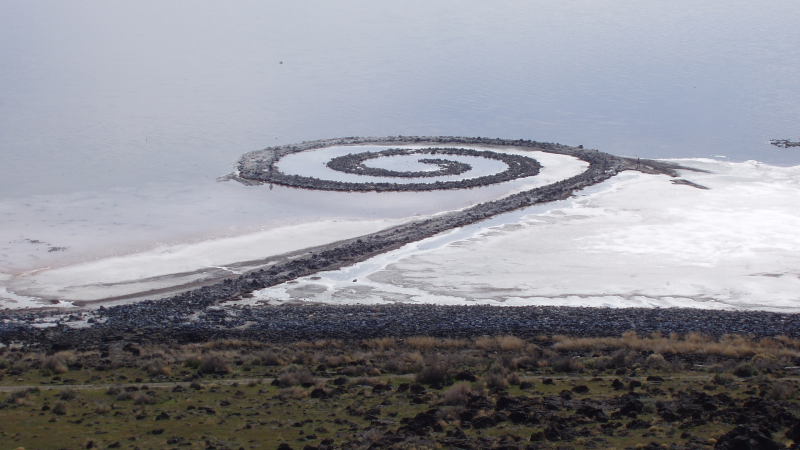
روبرت سميثسون،الرصيف الحلزونيمن أعلى نقطة روزل، 2005.
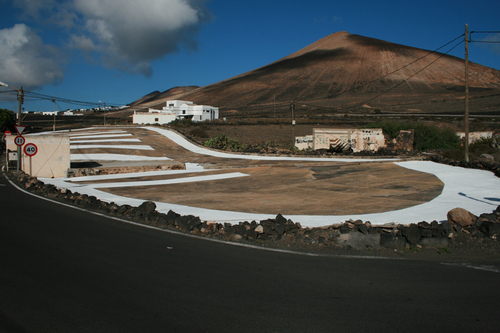
النفوذ X,إبرهارد بوسليت; تياس، لانزاروت، 2008.
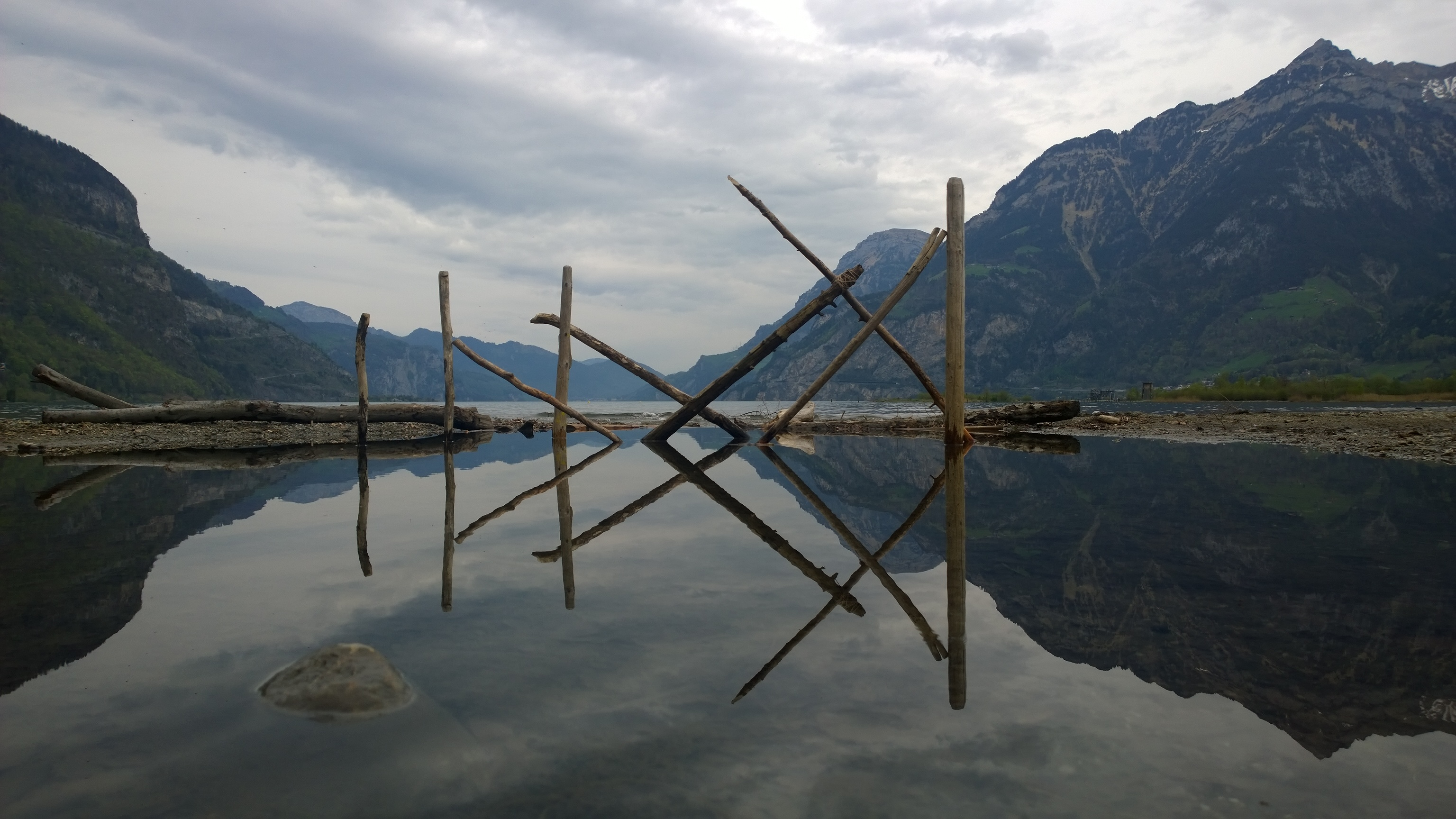
منظر لتركيب من ستراندباد سيدورف، سويسرا، 2015.
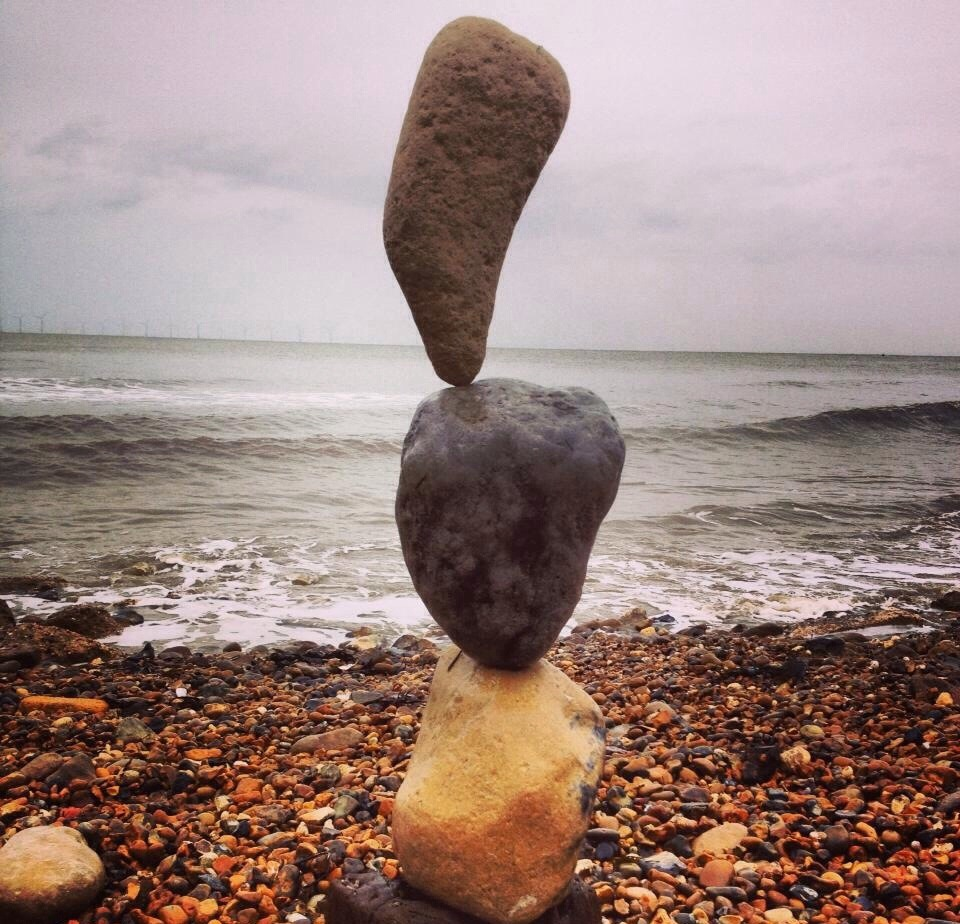
جوج باج، مسجل، 2013.
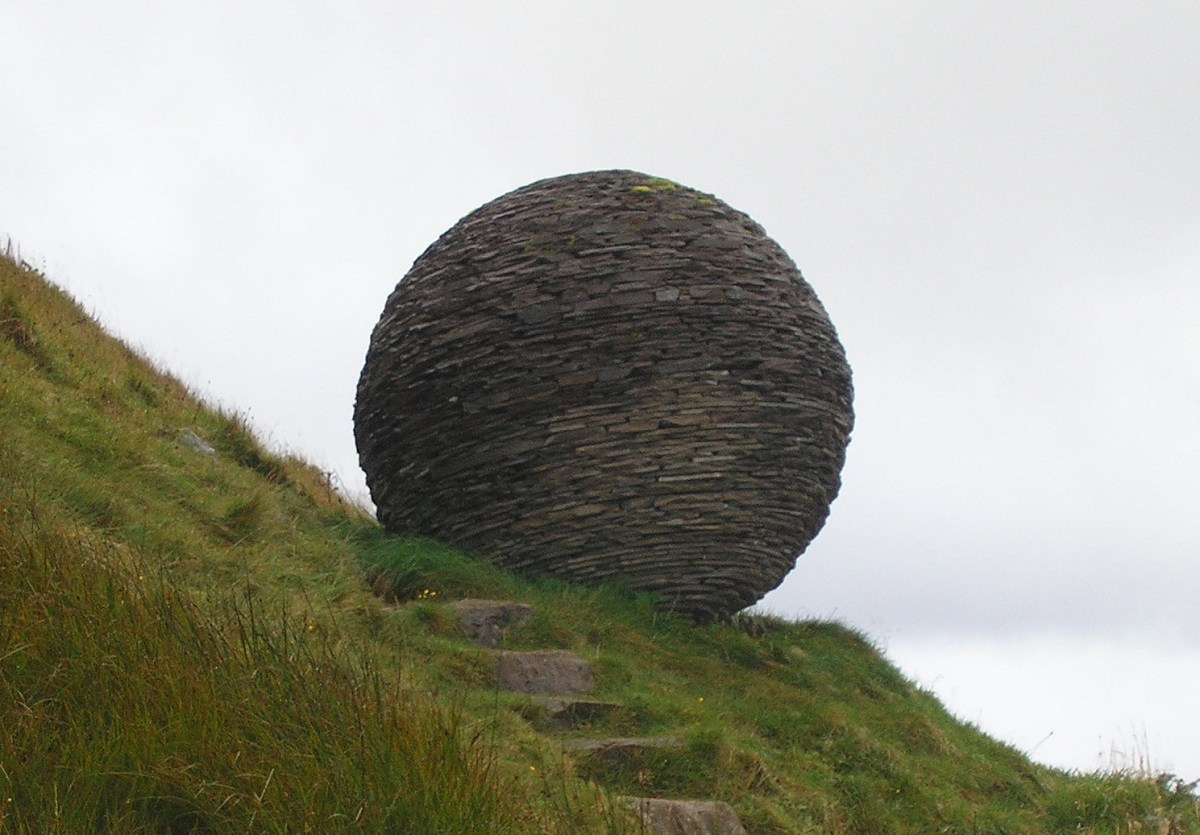
الجلوب،محمية نوكان كراج الوطنية الطبيعية، اسكتلندا، 2007.
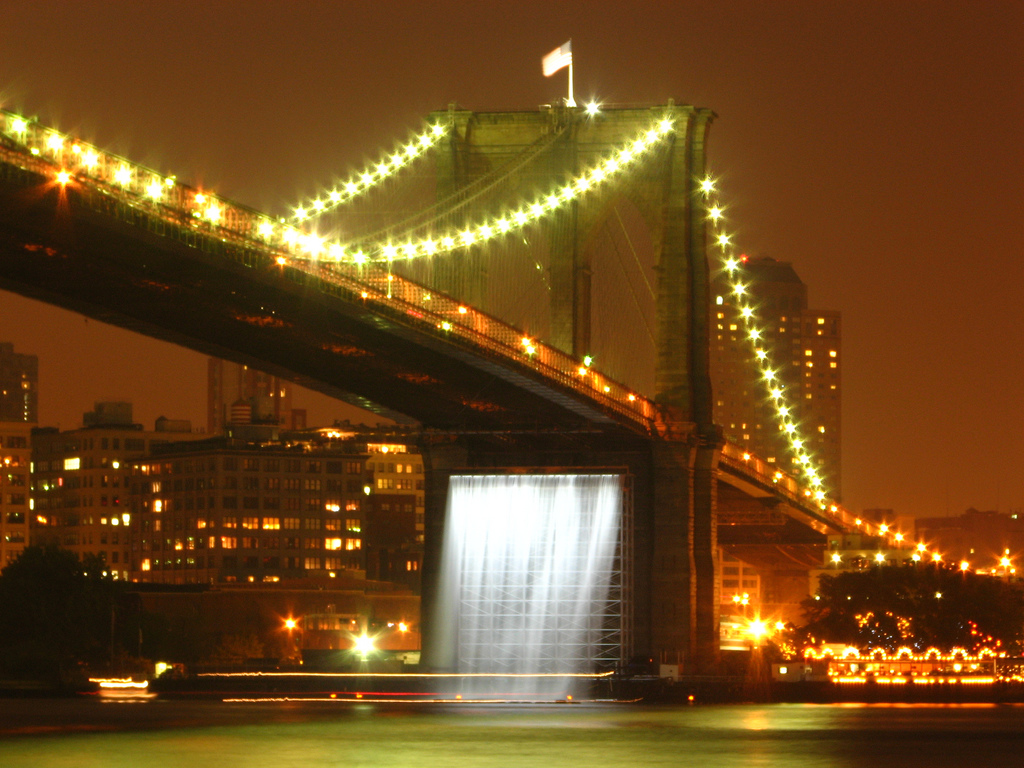
شلالاتأولافور إلياسون تحت جسر بروكلين، 2008.
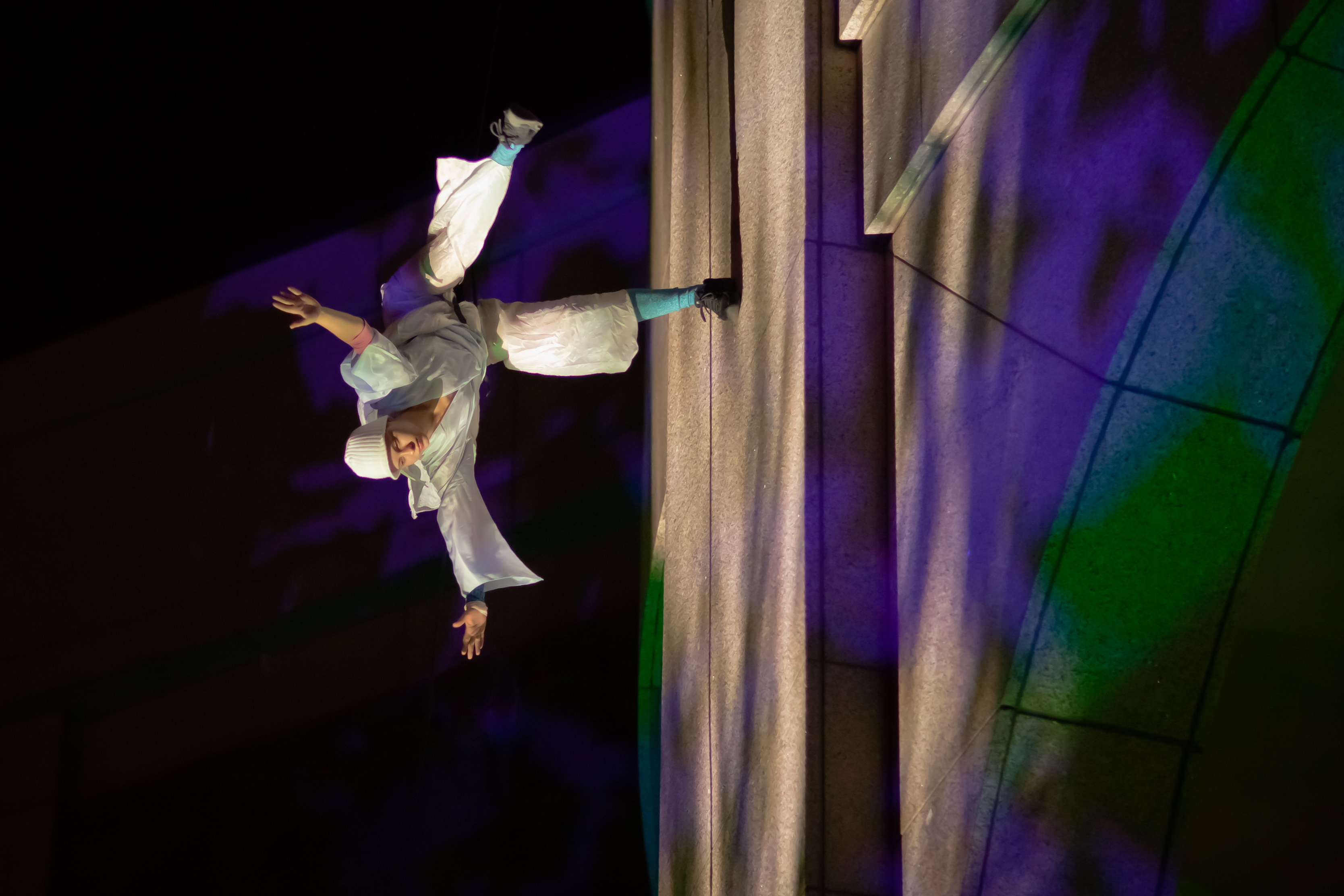
رقصة خاصة بالموقع لـبلو لابيس لايت في متحف ولاية تكساس للتاريخ في أوستن، تكساس، 2010.
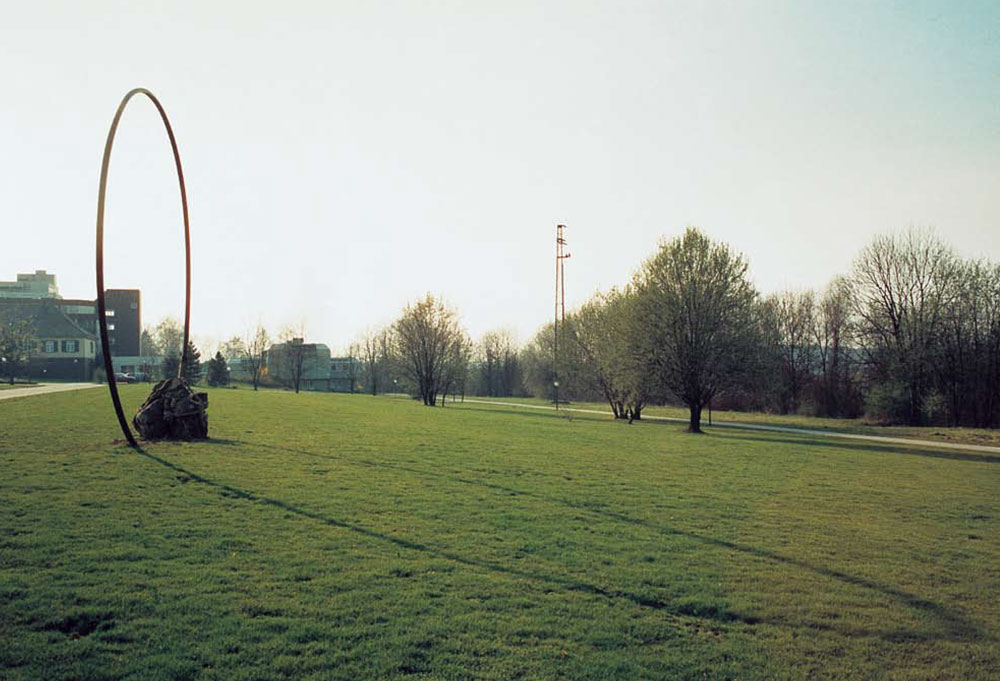
(O، Die Stimme in der Kunst Klinikverwartung) ميلتون بيسيرا، ألمانيا، 1989.